# Piotr Łykowski
Piotr Jan Łykowski – polski śpiewak operowy (kontratenor) i pedagog, specjalista w zakresie wokalistyki, dr hab., profesor nadzwyczajny Katedry Wokalistyki i dziekan Wydziału Wokalnego Akademii Muzycznej im. Karola Lipińskiego we Wrocławiu.

## Życiorys
Studiował w Akademii Muzycznej we Wrocławiu. Obronił pracę doktorską, następnie uzyskał stopień doktora habilitowanego. 16 stycznia 2004 nadano mu tytuł profesora w zakresie sztuk muzycznych. 
Objął funkcję profesora nadzwyczajnego w Katedrze Wokalistyki, oraz dziekana na Wydziale Wokalnym Akademii Muzycznej im. Karola Lipińskiego we Wrocławiu. 
Był kierownikiem Katedry Wokalistyki Wydziału Wokalnego Akademii Muzycznej im. Karola Lipińskiego we Wrocławiu. Prezes i członek zarządu Polskiego Stowarzyszenia Pedagogów Śpiewu w kadencji 2021–2025.

## Odznaczenia
- Brązowy Krzyż Zasługi (2006)[5]
- Srebrny Krzyż Zasługi (2019)[6]
- Srebrny Medal „Zasłużony Kulturze Gloria Artis” (2023)[7]